# Арык-Бою
Арык-Бою (кирг. Арык-Бою) — село в Ноокатском районе Ошской области Кыргызстана. Входит в состав Ынтымакского айылного аймака.

## География
Село расположено в западной части области, на расстоянии приблизительно 32 километров (по прямой) к западо-юго-западу от города Ноокат, административного центра района. Абсолютная высота — 1308 метров над уровнем моря.

## Население
Согласно оценочным данным Национального статистического комитета Кыргызской Республики, численность населения села на начало 2023 года составляла 1644 человека.
| год     | 2009 | 2014 | 2015 | 2020 | 2021 | 2023 |
| ------- | ---- | ---- | ---- | ---- | ---- | ---- |
| человек | 1269 | 1326 | 1336 | 1583 | 1605 | 1644 |